# Jacob Antonie Cohen
Jacob Antonie Cohen (Den Haag, 4 mei 1915 - Den Haag, 31 oktober 1969) was een Nederlands medisch bioloog

## Opleiding en onderzoek
Cohen kreeg zijn opleiding gedurende de Tweede Wereldoorlog, in Cambridge bij de biochemicus Frederick Gowland Hopkins.  
Hij stichtte in 1947 het medisch biologisch laboratorium van de Rijksverdedigingsorganisatie TNO en promoveerde in 1948. Cohen was van 1956 tot 1960 directeur van het radiobiologisch instituut van de Gezondheidsorganisatie TNO, dat uit dit lab voortkwam. 
In 1956 kreeg hij tevens een aanstelling als buitengewoon hoogleraar Toegepaste enzymologie aan de Leidse medische faculteit, waar hij een moleculair biologisch onderzoeksgroep leidde. Van 1963 tot 1969 was hij gewoon hoogleraar Fysiologische scheikunde, toegepaste enzymologie en radiobiologie. 
Onder de leiding van Cohen ontwikkelde dit instituut zich tot een van de meest vooraanstaande (niet-universitaire) Nederlandse  biochemische laboratoria.
Cohen's werk heeft bijgedragen tot de ontwikkeling van de radiobiologie in Nederland en de studie van stralingseffecten op moleculair biologisch niveau. Zijn onderzoek naar esterasen geldt als baanbrekend en leidde tot belangrijke toepassingen in de geneeskunde. Nadat hij had gevonden wat het effect was van radioactieve straling op de bloedbereidende organen werd onderzoek gestart naar beenmergtransplantatie bij knaagdieren en primaten.
Cohen inspireerde diverse onderzoekers, onder wie de kanker- en vaccinonderzoeker Lex van der Eb.

## Functies
Cohen vervulde tal van functies.
Na zijn vlucht naar Engeland in 1941 werd hij bij de Prinses Irene Brigade officier van gezondheid.
Daarna volgden  het lidmaatschap (1957-1963) van het wetenschappelijk en technisch comité van Euratom, het voorzitterschap van
het comité consultatif de biologie van Euratom, het vice-voorzitterschap van de Council van de European molecular biology organization (EMBO) en het lidmaatschap van de Nederlandse Raad van Advies voor het Wetenschapsbeleid. 

## Waardering
In 1967 werd Cohen lid van de  Koninklijke Nederlandse Akademie van Wetenschappen.
In 1969 kreeg hij de Dr. Saai van Zwanenbergprijs, samen met Jansz en Oosterbaan, voor het baanbrekende werk aan esterasen.